# Староаннінська
Староаннінська (рос. Староаннинская) — станиця у Новоаннінському районі Волгоградської області Російської Федерації.
Населення становить 808 осіб. Входить до складу муніципального утворення Староаннинське сільське поселення.

## Історія
Станиця розташована у межах українського історичного та культурного регіону Жовтий Клин.
Згідно із законом від 21 грудня 2004 року № 970-ОД органом місцевого самоврядування є Староаннинське сільське поселення.

## Населення
| 2010 |
| ---- |
| 808  |